# Hayranıdil Kadın
Hayranidil Kadınefendi (en turco otomano: خیران دل قادین, "el corazon excelente", 2 de noviembre de 1846 - 26 de noviembre de 1898) fue la cuarta esposa del sultán Abdülaziz I del Imperio Otomano y la madre del último califa del Islam, Abdul Mejid II.
El título completo era: Devletlu İsmetlu Hayranidil Kadın Efendi Aliyyetü'ş-Şân Hazretleri

## Vida
Hayranidil nació el 2 de noviembre de 1846 en Kars. El 21 de septiembre de 1866 se casó con el sultán otomano Abdul Aziz. La boda tuvo lugar en el Palacio de Dolmabahçe. 
Fue la madre de Nazime Sultan y Abdul Mejid II, el último califa del Islam. Hayranidil murió el 26 de noviembre de 1898 a la edad de 52 años en Ortaköy, Estambul.